# Cyrano 2022
Cyrano 2022 est une série télévisée d'animation française en 26 épisodes de 22 minutes créée par Jean Chalopin et diffusée à partir du 7 juillet 2001 sur France 2.

## Synopsis
En 2040, dans un monde futuriste où les villes sont polluées, les progrès technologiques ont permis entre autres de baisser le taux de criminalité ainsi que de faire disparaître les conflits. Cyrano lutte contre le despotisme de Trichelieu, le premier ministre qui veut dominer le Monde Uni, et prendre la place du président actuel, le professeur Sarto, cela à l'aide de son talent oratoire, sa capacité à manier son épée et sa ruse.
Cyrano est aidé dans son combat par plusieurs compagnons d'arme, Chris, Bret, Roxanne et Francky le singe qui défendent avec lui la population des bas-fonds dans une cité futuriste dirigée par Valvert et le ministre de la police, Guiche.

## Épisodes
1. Copie conforme
2. Le rendez-vous
3. Double identité
4. Interdiction de chanter
5. La capture de Franky
6. Le sérum génétique
7. La rivale
8. Le siège des bas-fonds
9. Épidémie
10. Entre guerre et amour
11. La paix de Trichelieu
12. Projet Phœnix
13. Campagne contre Cyrano
14. Père présumé
15. Diviser pour mieux régner
16. Légitimité
17. Tremblement de terre
18. Prisonnier
19. Face à face
20. Piège d'amour
21. Enquête sénatoriale
22. La secte
23. Suspicion
24. La dame de cœur
25. Ennemi d'un jour, ennemi toujours
26. Coup d'état

## Fiche technique
- Titre : Cyrano 2022
- Production : Neuroplanet Série française 26 × 26 min (Neurones - France 2) Ariane Payen
- Scénario : Jean Chalopin
- Réalisation : Pascal Morelli, Xavier Benoît, Koen Reynaerts
- Montage : Olivier Klepatzky
- Design : Aladin pictures, Gangster productions
- Décors : Olivier Dussert, Vincent Trannoy, Katia Surmenian
- Props/Mecha design: Alexandre Osmoze Brakha
- Musique : La Belle Equipe
- Sound Design : Bell X-1, Gilbert Courtois
- Bruiteur : Bertrand Boudaud
- Mixage : Les 3 A (Thierry Berthier)

## Voix francaises
- Damien Boisseau : Cyrano
- Sébastien Desjours : Chris
- François Leccia : Le Bret
- Michèle Lituac : Roxanne et Roxy
- Joël Martineau : Guiche
- Bernard Tiphaine : Trichedieu
- Michel Le Royer : le professeur Sarto
- Antoine Tomé : Valvert et le président Sartond
- Brigitte Virtudes et Michel Lasorne : voix diverses
  - Société de doublage : SOFI
  - Adaptation française : Michel Salva[1]

## Commentaire
Jean Chalopin est également auteur des séries Inspecteur Gadget, Les Mystérieuses Cités d'or et Les Minipouss.